# سارا دورسي
سارا دورسي (بالإنجليزية: Sarah Dorsey)‏ (16 فبراير 1829، ناتشيز في الولايات المتحدة - 4 يوليو 1879، نيو أورلينز في الولايات المتحدة)؛ كاتِبة ومؤلِّفة، مؤرخة، صحفية وروائية أمريكية.